# ヴぁんぷ!
『ヴぁんぷ!』は成田良悟:著、エナミカツミ:イラストのライトノベル。電撃文庫刊。

## 概要
成田良悟が平行して進めているシリーズ物の一つ。2004年5月10日に『ヴぁんぷ!』が発売される。これは重版が決定し、2005年6月10日に『ヴぁんぷ!II』が、2005年8月10日に『ヴぁんぷ!III』が発売される。III巻のあとがきにて「2006年内に『ヴぁんぷ!IV』を公開予定」とのことだったが、刊行できなかった。結果的に『ヴぁんぷ!IV』は2008年8月10日に発売された。
内容は多種多様な吸血鬼がグローワース島を舞台に騒ぎを繰り広げる、というもの。他シリーズと比べ物語の明確なゴールが決められていないのも特徴。

## あらすじ
「この世で最も吸血鬼らしくない吸血鬼」……ゲルハルト･フォン･バルシュタイン。彼は姿から、性格から、コミュニケーションの方法はおろか、与えられた称号に至るまで、およそ吸血鬼らしくなかった。そんな彼が治める島で起こる事件がまともであるはずもなく……これは、吸血鬼と、半人半鬼と、食鬼人と、人間が繰り広げる世にも奇妙な物語。

## 登場人物

### メインキャラクター
ゲルハルト･フォン･バルシュタイン
主人公。全身が液体の吸血鬼、という前代未聞のキャラクター。
嘘や屁理屈を多用はするが、根は紳士そのものであり、城内でもっとも弱いが、大抵の事態はどうにか打破してしまう「必ず何とかしてしまう男」。喋ることはできないが、念力で血の体を操作し、感情の現れを血文字の大きさ･フォントで表現する。外見と性格の二重の意味で、「掴みどころが無い男」と呼ばれることもある。
趣味はDVD鑑賞やネットサーフィン。指の数に囚われないため、タイピング速度はグローワース島随一。
皇帝からグローワース島を預かり、ドイツには存在しないはずの『子爵』の称号を与えられている（これは彼が本来存在しないはずの吸血鬼であることへの皮肉）。
レリックとフェレットの両親から子を預かり、養父となる。裏事情は知っていたが、別に聞かれなかったので答えなかった（本人談）。
元は『組織』に所属していたが、島の管理に専念するため離脱。III巻においてレリックへ領主の座を譲り、『組織』へ復帰。二つ名は『赤き血潮』。過去に組織を脱退した後も、作中のネットゲーム「アンダーグラウンド・ガンマニア」を経由して黒や銀といった幹部連中と連絡は取っていた。組織内では喧嘩は弱い部類に入るのだが、人望と人脈に溢れており、彼を慕うものは多い。
好物は日光。
ちなみに、著者の別作『がるぐる! ＜下＞』において『バネ足ジョップリン』の中に彼らしき人物が見られるが、詳細は不明。
【能力】全身を特殊なバクテリアと融合させ、血の体となった。日光がエネルギー源。銀･白木の灰･電撃に耐性。
【弱点】日光が届かない所では徐々に衰弱。過度の冷気で体が凍結してしまい、行動不能となる。明確な弱点は不明だが、本人曰く太陽の中に放り込まれればさすがに死ぬらしい。
レリック･フォン･バルシュタイン
吸血鬼の始祖を作る計画の実験体。絶大な力を秘めた吸血鬼であり、それ故に狙われる立場。
端整な顔立ちをしている。
両親にグローワース島へ預けられ、子爵の下で双子の妹、フェレットと共に育つ。養父としても、紳士としても子爵を尊敬している。
ヒルダとは相思相愛の関係だが「自分を吸血鬼にするか否か」を問いかけられ、今の所どっちつかず。
III巻終盤で『組織』に復帰した子爵の代わりにグローワース島領主となる。
格闘大会では準決勝でトラウゴットに圧倒的な経験の差で敗れ4位。
好物は生き血とバウムクーヘン。
【能力】吸血鬼としてできることは、ほぼ全て、かつ桁外れの力で実行可能。
【弱点】日光･大蒜･銀･流れる水･宗教的な物……等、吸血鬼のあらゆる弱点を全て持つ。
フェレット･フォン･バルシュタイン
吸血鬼の始祖を作る計画の実験体。本来レリックの持つ弱点を全て彼女が受け継ぐ予定だった。吸血鬼。
幼少時代からミヒャエルの猛烈なアタックを受け、その反動から兄相手でも硬い喋り方をするようになる。本来は少女らしい口調。
言動とは裏腹に、心の奥底ではミヒャエルの事をかなり大事に思っている。要するに典型的ツンデレ。
好物は日本で食べた紅白あすま。
【能力】怪力･再生能力。
【弱点】なし。
ヒルダ･ディートリッヒ
幼少からバルシュタイン兄妹とは幼馴染の少女。人間。ミヒャエルの妹。
レリックの恋人という立場から、事件のたびに人質誘拐洗脳と結構ひどい扱いを受ける。相思相愛の関係であるレリックへは「自分を吸血鬼にするか否か」の選択を迫っている。
好物はマウルタッシェンズッペ。
ミヒャエル
幼少からバルシュタイン兄妹とは幼馴染の少年。人間。ヒルダの兄。
何度フラれても殴り飛ばされても挫けずフェレットに告白するぐらい彼女が好き。
全く人外や吸血鬼に対し分け隔てなく接するため、そういった類の者からは好かれ易い。
将来は絵本作家（題材はフェレット）になりたいと思っている。ルーディに負わされた怪我により右腕に障害が残ったが、全くめげていない。
好物はフェレットと共にした食事の全て。

### バルシュタイン城
ピリエ･ミストウォーカー（道化）
ピエロのような姿をした吸血鬼の少女。ヴォッドに心酔している。
元々はヴォッドに拾われ、配下となっていたが「俺が奪い返しに行くまで待ってろ」と言われたので、離反し子爵の下へ。現在はバルシュタイン城に滞在。
好物はマジパン細工とケーキ。
【能力】高速かつ広範囲の霧化。強力な支配。
【弱点】日光。
ヴァルドレット･アイヴォンホー
通称は「ヴァル」。
複数の吸血鬼から血を与えられメルヒルムによって作られた、スイカの吸血鬼。名前は各吸血鬼の頭文字を取ったもの。その生まれた過程から実に自我（魂）が不安定。自分の本当の姿を見るのも、他人から見られるのもかなり苦手。
元々はヴォッドの配下だったが、事件の流れから離反、現在はバルシュタイン城に滞在。
デフォルトの姿は少年。姿によって性格･一人称が大きく変動するのも特徴。
III巻において、本体のスイカを砕かれ、とっさの本体としてグローワース島と一体化してしまった。
本体がスイカだった際、博士の調査から「無敵」になり得る存在とされた。
好物は水と酸素と日光。島と一体化してもそれは変わらない。
【能力】幻覚（眼のない者･鏡やカメラには無効）。念力。日光がエネルギー源。
【弱点】（気の持ちようで何とかなるらしいが）本体を砕かれると、まともに自分の存在が保てない。
セリム･ヴァージェス
本来は単なる吸血花だが、ある少女と、死刑執行人と触れ合う過程で吸血鬼となる。名はその少女、姓は執行人から取ったもの。少女の分まで生きようと決意した。
人見知りが激しく、初対面の人相手ではかなり縮こまる。
好物は栄養度の高い（血の染みこんだ）土。
【能力】植物の触手など。日光に耐性あり。
【弱点】不明。
テオドシウス･メルヒルム･バルシュタイン（博士）
かつてメルヒルムによって作られた吸血鬼。失敗作として放置されるが、後日急激に成長し、その力に取り憑かれ殺戮を繰り返すこととなる。
故に『楽殺者』と呼ばれ、『組織』のブラックリスト上位に名を連ねている。
ルーディを絶望に落とした暫く後、我へ帰る。罪悪感からエルザに断罪を願うが許されてしまう。
紆余曲折の果てに、バルシュタイン城地下で吸血鬼の弱点を研究している。
老人のような口調で喋るが、本来は少年の口調である。城での通称は『博士』、愛称は「テオ」。かなりの美少年。
【能力】体の局所を短時間のみ、しかし超高速で変化させられる。強い再生能力。銀･白木の杭に耐性。
【弱点】不明。
エルザ
ルーディの義姉。吸血鬼。とある場所で罪に怯えるテオと日々を暮らしていたが、襲来したテレジアにより殺害される。
教授
巨大な白い棺桶に、本体である白骨が収められている吸血鬼。アニメ声。棺桶にはアーム・キャタピラが附属。さらにその上から大きな白衣を着ている。
エルザの死体にテオが自分の血を与え続けた結果、エルザの骨そのものが吸血鬼化、という実に奇妙なケースで誕生。
そのため彼女の自我がエルザなのかどうかは不明となっている。エルザの記憶は残されていない。テオの助手をしている。
【能力】棺桶のアームが操作できる。
【弱点】どういう訳か、棺桶を開けられると全く動けなくなる。
ゾブ
人狼の老婆。普段着ているぶかぶかの服は、人狼化するとぴったりのサイズになる。人狼化後は、鎧を着たルーディが反応できない程のスピードを誇る。
格闘大会では8位。
【能力】人狼化すると鋭い爪･牙などのほかに、格段に身体能力が上がる。
【弱点】不明。
間宮雅司
吸血鬼。ヴォッドには「手品師」呼ばわりされていた。自分より格下の相手は心中で見下すが、格上なら忠誠を誓うタイプ。元々ヴォッドの部下だったが、離反。現在はレリックに忠誠を誓っている。通称「マジー」。
V巻で吸血鬼の彼女が出来た。
好物は醤油ラーメン。
【能力】身体の一部分の蝙蝠化、および狼化。
【弱点】不明。
メリーナ
スキュラ。格闘大会ではトラウゴットと互角の勝負を繰り広げ優勝（トラウゴットの棄権）。一ヶ月間、城主の座についた。地底湖に住んでいるらしい。
レルード
城に住むメイドの一人で、夢魔。
かつて、子爵に負けた事があるらしく、仲があまり良くない。怪力と高い俊敏性を持つ。子爵の無茶な要求で城から出るが、池袋にトラウマを持って帰還する。
チアフルチャーマーフルアーマー1010号
博士の製作した鎧型のロボ。普段は城の地下の鍾乳洞に続く道の番をしている。
格闘大会では8位。
ツァイ
キョンシー。格闘大会では8位。
ザ･パズル
スケルトン。礼儀正しいイギリス紳士。いつも肋骨のティーセットを仕込んでいる。
青い髪をした人狼
人間で言えば頭髪に当たる部分を青く染めている。フェレットを「お嬢」と呼ぶ。
本名不明でありながら、グローワーズ島での場面ではチョイ役として出番が多い。フェレットの護衛役として動くことが多い。
ニート組
元々はヴォッドの配下だったが、事件の流れから離反、現在はバルシュタイン城に滞在。人数は五、六人から十人を超すとも言われ、本人たちも正確な人数や名前を把握していない。
紅一点である女性の吸血鬼は現在マジーと交際中。
好物は輸血パックやジャンクフード等。

### グローワース島
ヴォッド･スタルフ
グローワース島の南側に位置するノイルベルグ市の市長。半鬼半人（ダンピール）。メルヒルムの部下だった。成長する小悪党。外見は20歳ほど。
どん底から這い上がることを何よりの快感とする。子爵を伯爵呼ばわりしており、過去に何らかの因縁がある模様。
閑音に命じ、メルヒルム等多数の敵対吸血鬼を喰わせ、その力を得ていた。
表の「人間」の顔と裏の「吸血鬼」の顔を両方使い分け、双方で伸し上がろうとしている。
III巻で遂にレリックの力を手に入れ、ブリジストンを一蹴した。V巻では負担に苦しみながらもレリックの力を使いこなして見せた。
言動とは裏腹に自分の市をとても大切に思っている。カルナル祭は子供のころから好き。市長としての公約だけは守る気があるようだ。
好物は分厚い鹿肉ステーキ。
【能力】メルヒルムの力+レリックの力+α。半鬼なので日光に耐性。心臓のみの蝙蝠化。レリックの力は負担が大きい。
【弱点】銀。
木島閑音（きじましずね）
元食鬼人の吸血鬼。何人もの吸血鬼を食らってきた。吸血鬼に復讐する、という目的を失い、今は自分を吸血鬼にしたヴォッドへの復讐を考える。
かつて食鬼人時代、ヴォッドと協力関係にあったが、それは彼が半鬼半人だったからに過ぎない。
対吸血鬼用のアイテムとして聖水、白木の灰、電撃フォーク、冷凍フォーク、純銀ナイフなどを携帯。
ホームレスで無職の為、トラウゴットの道場を根城の一つにしている。普段は街道場の小間使いで金を稼いでいるため、道場主であるトラウゴットの遠征中は金欠状態である。
外見は17歳前後の日本人のはずだが、そうとは思えないプロポーションを持つ。
好物は強い吸血鬼の血肉、もしくは冷奴。
【能力】食鬼人特有の気配感知能力（微弱）。心臓等一部分の蝙蝠化。日光に耐性。
【弱点】銀。
トラウゴット･ガイセンデルファー
人間。格闘家。道場を経営している。
実はバルシュタイン城で行われた化け物犇く格闘大会にて準優勝（棄権）という恐るべき人物。島が誇る芸術家カルナルドに次いで有名人である。
『デュラララ!!』にもその名前が登場しており、世界でも知る人ぞ知る無流派（ここのでの意味は、あらゆる武道を問わず修得している）の格闘家である事が判明している。
ローレンツ
ヴォッドが若い頃に出会ったホームレスの老人。吸血鬼の力にほとんど目覚めていなかったヴォッドに勝利するくらいには強い。
未婚ではあるが、子供がいて、ギャングの幹部になろうとした子供に刺されて死亡。

### 組織

#### 虹
ゲルハルト・フォン・バルシュタイン
『赤き血潮の』詳細は上記。他の登場人物たちの話からすると、組織を抜けるまで組織の議長は彼だったようだ。
カルジミール･アレクサンドロフ
『青き血河』。タイマン勝負なら組織でもトップクラス（黒や鏡、金、銀、真珠などにはかなわないようだが）。しかし相手が複数になると最弱になる。子爵が組織を抜けた後、組織の議長に（人望はないが）。元役者であったらしく、一人になるとこっそりかっこいいセリフを練習しているとか。
自分は人望がなかったので、人望の厚い子爵に敵意を抱いている。ギャルドのことを非常に苦手としている。かなりの見栄っ張り。猫好き。そしてシスコン。
好物はキャビアだが、見栄で食べているだけなので『とんぶり』と味の区別が付かない。
【能力】不明。今の所、霧化や高い再生能力が確認されている。
【弱点】不明。
ラティーシャ･ギータルリン･アズダントゥーヤ
『幻橙機』。他人の不幸を眺めるのが好き。軍服を身に纏った少女。ちなみに軍服を着るのは趣味。
最近糖分の高い血ばかり吸っているので虫歯に悩まされている。ジグムントの正体をヴォッドに流したのは彼女。趣味は人間の養子を取ることで、世界中に数十人単位で養子がいるらしい。
好物はガムシロップ。
同氏の著作『越佐大橋シリーズ』（電撃文庫刊）にもギータルリンという登場人物がいるが、詳細不明。メルヒルム曰く、他人に吸血鬼化させられた者はミドルネームにその吸血鬼の名前を使うという。
【能力】不明。
【弱点】不明。
メルヒルム･ヘルツォーク
『紫識者』。一巻冒頭で閑音に殺されかけたが、かろうじて逃げ延びる。
ヴォッドの上司。「全てを許そう。だが、全てを返してもらう」と彼あてに手紙を出す。
ヴァルの秘めた可能性に目を付け、奪取しようとカルナル祭に紛れ潜入する。
子爵とは旧知の仲。「紫識者」は日本語にすると実は駄洒落。石橋藍児が命名した。本人は全く気づいていない。
好物は血。
【能力】霧化を除く多彩な能力。分離させた蝙蝠（人間の瞳を持つ）を、再度分離させたままで蝙蝠化を解く事ができる。日光に耐性。
【弱点】銀。
イエロー･ブリジストン
『幸せの黄色い弾丸』。上記の名前は偽名。石橋藍児の弟。銀玉鉄砲を持っている。
幼いころ子爵に救われたため、子爵のことは尊敬しているが、ヴォッドは歯牙にもかけていない。よって協力は子爵の為。カルジミールとはそりが合わない様子。意外に熱い一面も。
III巻でヴォッドの動向を見張っていたが、レリックの力を得たヴォッドに一蹴される。
好物は照り焼き和風ハンバーガー。
【能力】蝙蝠化。自分の身体から分離させた蝙蝠を弾丸として発射できる他、自分自身を巨大な蝙蝠の砲弾として突撃できる。
【弱点】不明。
石橋藍児（いしばしあいじ）
『藍影（あいシャドウ）』。上記の名前は偽名。ブリジストンの兄。竹光を所持している。組織内では（手は早いらしいが）穏健派。言葉遊びを好む傾向にある。影を使う時、密かに心中で「忍法、影芝居」と名前をつけている。恥ずかしいため、誰にも言わない。
全くと言っていいほど弟と話が噛みあわない。ヴァルを吸血鬼と見抜くなど鋭い洞察力を持つ。
好物は寿司のカリフォルニア巻。
【能力】影を立体化、操作できる。立体化した影からさらに影が生み出される。体の強酸化。
【弱点】不明。
ジグムント･キパリース
『緑の軍隊』。カルジミールに忠誠を誓っている。
その正体は、最近ヴォッドの元に派遣されてきた秘書。ヴァルやセリムと同じ植物系の吸血鬼。
ラティーシャ経由で正体が露見し、ドロシーに凍らされて『組織』まで冷凍便で送られた。
【能力】空気感染する血液による強力支配。「幹」と呼ばれる本体を中心に、統括を行う11体の「枝」と呼ばれる分身、末端である「葉」を支配する。
【弱点】不明。

#### その他の幹部
ドロシー･ニパス
『白雪姫』。子爵の婚約者。雪のように白い肌。組織の設立を提案したのは彼女。
かつては助けてあげた人間により家族を殺されたため人間を憎悪しており、子爵に近づいたのも子爵を利用するためで人間との共存を考える子爵を「反吐が出る」「心まで売った覚えは無い」と考えていた。
その後紆余曲折（本人曰く「子爵に聞かれると恥ずかしい」）あって考えを改めたらしく、今は子爵と真に相思相愛の関係である。
その能力から、婚約者であるはずなのに相性は最悪に近い。興奮するほど周囲が冷え込むため、子爵と触れ合えばたちまち子爵が凍り付いてしまう。
好物は二つ名に相応しい林檎。
【能力】蝙蝠化（白い）。念力によって周囲の物質の分子運動を低下させ、温度を奪うことができる。
【弱点】不明。
ギャルド･リッツバーグ
『漆黒の墓守』。全身に黒い包帯を巻き、男か女かも判らない。本人も自分の性別を忘れていると言っている。実際に4巻では女性の姿で登場した。普段は同じことを二度繰り返す滑稽な口調。一対一でもカルジミールに勝てるほど強い。
ネットゲーム「アンダーグラウンド・ガンマニア」上では子爵とパーティを組んでいる。
組織内では『鏡』とならんで恐れられているらしい。
好物は特に無い。
【能力】他者を支配する能力に長けており、対象にかけた命令を細胞と魂の両面で強制的に実行、強要させる呪いのような効果をもたらす。死体の方が効きがいいらしい。
【弱点】不明。
トラム･エド･ロマンス
『鈍色ギーガー』。SF映画のエイリアン（ムカデと甲虫と土木機械を無理矢理肉食恐竜にしたようなとも表現された）のような出で立ちをした男。性格は意外と紳士でゲルハルトと馬が合う。
変化に特化した吸血鬼で自己進化のスピードが尋常ではないが、既存の生物（蝙蝠や狼など）には変化することが出来ない。
機械的な外見だけ合って防御力は高いらしく、食鬼人の攻撃を容易く跳ね返す他、爪は鋭利な刃物になっているようだ。
人間だけでなく、鳥やイルカとも会話が出来る。人ごみが苦手。組織では席が白のドロシーの隣。
趣味はホラー映画鑑賞。
好物は鉱物。
ミラルド･ミラー
『鏡獄』。レンズが鏡面のゴーグルを付けている。普段は無口だが一旦口を開くと物凄く饒舌になる。
善人でも悪人でもなく、知り合いでなければ他者がどうなっても構わない。性格の悪さでは『組織』の中でもナンバー1と言われており、ドゥーと並ぶ厄介者として有名。
好物は群集心理。
【能力】テレパシー。相手の心を強制的に読んだり、圧縮した思念を叩き付けて心を壊すこともできる。知性を持つものにはほぼ無敵な一方、意識のない警備システム等にはまるで役に立たない。血に渇くと周囲の心の声をそのまま流すスピーカーになる。霧化。流水に耐性。
【弱点】日光。
ルード･ガルダスタンス
『金色夜叉』。ネブラ（デュラララ!!、バッカーノ!の物と同一）を超えるアメリカの大財閥の会長。現在では経営は全て一族のものに任せて社交界と『組織』の間を飛び回っている。
その財力を持って事前に敵対組織をハンターを雇ったりして滅ぼしておくらしい。また、銀とならんで経済面で吸血鬼達を支援している。
直接戦う際は硬貨を弾いて敵の頭を撃ち抜いたり、鋭利な新札で斬り付けたりする。守銭奴ではあるがケチではないため自分や組織のためなら惜しげもなく金を使う。
好物は金箔。
ロミー・マーズ
『銀輪舞台』。イギリスに本家を置く資産家、マーズ家の当主を務める、外見は腰の低い性格をした少女だが、齢数百歳の老少女。マーズ家は代々当主は女性が務めることになっているが、実際は彼女が長年当主を務めている。後天的な吸血鬼。
吸血鬼の念動力を受けて様々な効果を発揮する魔剣を数千本所持しており、それを操って戦う。手入れが大変なのでそれだけのために百人近い鍛冶職人を雇っているとか。
重度のゲームマニアでコスプレマニア。作中のゲーム「アンダーグラウンド･ガンマニア」ではギャルドや子爵（他数名）とパーティを組んでいる。
ちなみに武器である魔剣には様々なゲーム名にちなんだ名前がついており、それらを使う際には詩の朗読のような詠唱を行う。本人曰く「必殺技を使うときに名前を叫んだり呪文を唱えたりするのは浪漫」とのこと。
好物はゲーム前に摂取するブドウ糖。
【能力】念動力。数千本の魔剣全てを同時に使用できるほど強力。
【弱点】不明。強いて言うなら魔剣を使用する際の詠唱の間に攻撃されること。
ドゥー・ヒューリー
『玉虫色のエキストラ』。玉虫色の服をまとう怪しげな青年マジシャン。派手好きのエンターテイナー。好物はポップコーン。
多重スパイであり、「組織」の人間もそれを知った上で彼を放置している。組織の他にも複数の血族、反吸血鬼組織等に加盟している経緯から『玉虫色』、事件を己の道楽のためだけに好き勝手に引っ掻き回しながらも、その事件の中心には決して居座ろうとしないその立ち位置から『エキストラ』と呼ばれている。
好物はポップコーン。
ファニー・ルー
『萌葱色の簒奪者』。蜘蛛から人間形態に進化し、少年の姿を模した吸血鬼。数百歳。見た目は子供、頭脳も子供。極度のロリコン。
好物は蛾や蝶。
ウル
吸血犬。本人は誇り高き狼と名乗っているがチワワ。人語を話す。
佐藤一郎
『灰色山茶花』。特徴の無い男。特徴ある者ばかりの『組織』内では数少ない常識人として重宝される立場にある。
好物は胃薬。
【能力】霧化。強運（吸血鬼の能力ではなく本人の資質）。
【弱点】にんにく。ストレス。
ティラノサウルス（本名不明）
ティラノサウルスの吸血肉食竜。メス。学者が長年議論している体毛が生えている。体の大きさに見合う分だけの食事（血液）が足りないため、一年のうち300日以上は寝て過ごしている。非常に目立つため、金のルードがかくまっている。
【能力】テレパシー。ルードが言うには意思疎通を取れるようになるのに50年かかったとか。詳細不明。
【弱点】不明。
ギムザ染色
メルヒルムの開発した白血球の吸血鬼。現在自我があるのか等含めて調査中。そんな存在がなぜ幹部である証の色にちなんだ二つ名を持っているのかは不明。
【能力】人間の赤血球を吸収して宿主の体をゾンビのように変えられる。
【弱点】不明。
森若一ノ守
『丹色の祝詞』。小さな神社の宮司を勤める神主吸血鬼。おみくじでその日の吉凶を占う日和見主義者。
大量の巫女さん吸血鬼を従えているが、本人は神々にしか性欲を感じない、色んな意味で神主失格な人。
好物は玄米。
山吹色
日本人の吸血鬼。日本で「日本吸血党」という政党を作って知事選に立候補している。最近得票数が上がってきているらしい。
チャルラータ
インド方面の吸血鬼。イエローに200ドル借りている。言動が適当。
ザオー・ダグナルド
全米でも有名なテレビ局のプロデューサーで、自分も司会者として多くの番組に顔を出している。影響力という点では金のルードと同等以上の力を持つ。ちなみに経営しているテレビ局のスポンサーにはルードの会社がある。彼の局のクルーは金では動かないらしい。
笑い方はHAHAHAと独特。
QAWSED / QWERTY（キーボード）
『侵略する鼠色（ハッキーマウス）』。ハッキーというあだ名を持つ男（？）。ネットを通じて出現する。組織内で最大の情報網を持ち、組織では重宝される。
電気に意識を移し、世界中のネットワークと融合した存在ではないかと言われているが詳細不明。日本の東京のネットワークでは上手く機能できないらしい。
ドゥーに盗聴器の管理も任されている。
好物は不明。
山田
『真珠』。詳細不明。なお、同氏の作品『デュラララ!!』に『刃金市の山田さん』という名前が登場しているが、関係は不明。
竜蔵寺ヒトミ
既に組織は脱会し、隠居中の身らしい。
内気なSの女王様で、謝りながら相手を鞭で引っぱたいているらしい。詳細不明。
クリア
詳細不明。カルジミールが恐れている吸血鬼の一人。
セピア
組織を脱退している。しかしゲルハルトに呼ばれてカルジミールを袋叩きにする際には来ていた。詳細不明。
ピンク
組織を脱退している。詳細不明。
スプライト
組織を脱退している。詳細不明。
ナスターシャ・アレクサンドロフ
『ナハトコバルト』。カルジミールの妹。本人は「兄の七光りで幹部になった」と自虐的に思っており、力量不足と感じているが、実際は兄より有能であるため周囲には重宝されている。
同じような性格の灰色とは気が合うらしい。本編未登場のため、詳細不明。
好物はウォッカ（なぜか酔わない）。
速水
『五色』。詳細不明。
市松
『チェック』。詳細不明。
胡蝶
『千紫万紅』。詳細不明。
鯨色
詳細不明。
鋼色
詳細不明。
カミヤドリ=RX777
『鉄色鉄鬼』。映画に出てくる吸血鬼を目指す吸血鬼。袖からは機銃が覗き、裾からはパイプが伸び、頭はフルフェイスのヘルメットのようである。
実態は自分を吸血鬼だと思い込んでいるロボット。眠る棺桶には充電器と給油口が付いている。しかし吸血鬼としては有能で実力で幹部の座に伸し上がった。
好物は血だと言い張るが飲むと色々と錆びる。
【能力】蝙蝠化（何故か出来る）。怪光線による催眠。
【弱点】流水。少し被っただけでもショートする。
空色
詳細不明。
ハンプティ
『迷彩華人』。黒人の傭兵風吸血鬼。通称軍曹。海兵隊の教官のような汚い言葉を使う。ブービートラップや銃器の扱いに長けており、武装した吸血鬼や骸骨部隊を指揮している。
趣味はガーデニングと生け花。
好物は某国のレーション。
紅蓮
詳細不明。自爆攻撃を得意とするらしい。
キー・ドリッキー
『死斑誘致者』。自称名探偵。事件の関係者に噛み付いて支配し、直接犯人から真実を聞きだすという手段をとっている。
本人は探偵として有名になったと思い込んでいるが、周囲からは「ホントはコイツが黒幕なんじゃないか？」と思われている。
好物はハッカパイプ。
【能力】蝙蝠化。吸血による支配。暗示。
【弱点】流水（その上を通過するだけでも駄目）。
ワトソン
キーの助手。見た目は銀髪の美少女中学生だが、実は人狼。無口。
好物は生肉。そのため被害者の遺族さえも喰らおうとする。そのたびにキーを困らせる。

キャプテンBBS
『紺碧艦隊』。船乗りの吸血鬼。永遠に海を彷徨う為に吸血鬼となった。吸血鬼でありながら海難事故の救助を手助けしたりするなど、冷静ながらも心は熱い男。
好物は魚介類全般。
【弱点】流水。陸地にいたほうがずっと強い。
濡れ色
ジョージさんと連絡を取ることが出来る。詳細不明。
ジョージさん
『ディープディープディープ海色（ブルー）』。
遥か昔に絶滅したはずのメガロドンの吸血鬼。体長20m前後。小さな鮫を3匹従えている。会話は出来ないが、テレパシーでなら意思疎通が可能。頭にウミガメをのせて遊ぶことが趣味と意外にお茶目。しかし好物もウミガメである。
【能力】テレパシー。
【弱点】不明。
ホーキング
『ただそこにある無』。
宇宙空間に居る意思を持ったブラックホール。そのため動けない。無敵であり、最強であるが誰も近づけない。（近づいたとしても、圧倒的な重力に潰されて終わり。）テレパシーによる意思の疎通は吸血鬼と一部の人間のみ。作中におけるインフレ防止用キャラ。
宇宙に居るので地球のことはほとんど解らないが、他の吸血鬼に勝手にテレパシーで入り込んでくるらしい。組織内では「鏡」「玉虫色」と並んで会議を引っ掻き回すことで知られている。
好物は光。
【能力】テレパシー。宇宙の彼方から飛ばせるので相当強力であるようだ。ブラックホールであるため超重力を発生させている。
【弱点】無敵で最強だが地球に来ることができない。テレパシーで介入する程度しかできない。

#### 配下の食鬼人
ルーディ･ペンダース
組織配下の食鬼人。『ニーズホッグ』。能力が強化され過ぎたため、フルパワーで戦うと自滅してしまう。
安全装置も兼ねてカルナルド特注の食鬼人専用鎧を着用している。鎧には白木の杭、銀の剣が仕込んである。
テオに家族・友人を奪われ、復讐の手段としてカルジミールの誘いに乗り、食鬼人の道を歩む。
真相を知った彼は真に全てを失うと同時にレリックの力を得るが、騒ぎの後ロアに操られるテレジアに殺され、そこをギャルドに生き返らせられた。
【能力】食鬼人特有の気配感知能力。テオを凌ぐ身体能力に更にレリックの力が加算されている。
【弱点】全力を出すと身体が耐え切れず崩壊する。
テレジア･リーフェンシュタール
組織配下の食鬼人。『フレースヴェルグ』。ルーディの前例から、ギリギリの所まで強化された｢完成品｣。武器は銀の鞭。
ルーディの幼馴染であり、テオに両親を殺されるが、それよりもテオを愛する想いが上回っていた為、ルーディと共に食鬼人の道を歩む事になる。その真の目的はテオに再会するため。
後日の単独任務中、嫉妬からエルザを殺害。ルーディがテオに復讐する間、自分はテオを愛するつもりだった。
実はロアの支配を受けており、操られるままルーディを殺すと、ロアと共にどこかへと去った。
組織では二人合わせて『死者の魂を喰らう者（ニーズホッグとフレースヴェルグ）』と呼ばれている。
【能力】食鬼人特有の気配感知能力。閑音を凌ぐ身体能力。
【弱点】実戦経験不足。
ジョドー
正確には組織の配下ではなくマーズ家に仕える執事で人間。元は吸血鬼のハンターだったが『銀』のロミーに惚れて仕えることになったらしい。
本人の礼節はロミーにのみ向けられており、他人はたとえ組織の幹部連中であっても貧乏人と呼び口調は丁寧だが失礼な態度をとる。
常にスキー用のようなゴーグルをしている。本人曰く「貧乏人を直視して目が焼け爛れないようにするため」で、「ゴーグルをはずして直視するのはお嬢様（＝ロミー）のみ」とのことだったが、目つきが怖いとロミーに言われショックを受ける。

### サンフォールド家
ディンギル・サンフォールド
『吸血鬼殺し（ヴァンパイアキラー）』とあだ名される吸血鬼。サンフォールド家のワイルドカードであり、吸血鬼の力を強制的に無効化する程に強力な『呪い』とでも言うべき支配の力を持っている。霧化や蝙蝠化を無効化し、念動力すら捻じ曲げてしまう反則気味な力でレリックをも勝てるような発言をしている。
V巻において、ヒルダの血を吸って吸血鬼化させた。
好物は自分で考えたオリジナルサンドイッチ。

### 他勢力
ロア
洞窟で多数の配下を従えていた少女。吸血鬼。本性は外見から考えられないくらいドス黒い。
テレジアに殺される直前、一瞬の隙をついて支配することに成功。なんとか生き残る。
裏には吸血鬼ではなく、人間の組織が控えているらしい。ルーディからレリックの力を得る。
IV巻でレリックの力を使い、『血族』であるサンフォールド家を二名を除いて壊滅させた。
【能力】傷一つつけただけで相手を支配できる。加えてレリックの力を使うことが出来るが、負担は非常に大きい。
【弱点】不明。

## 用語
吸血鬼
様々な生態を持つ生き物。子爵曰く「魂が自分の死体を念力で動かしている」らしい。
総じて血を吸い、日の光に弱いものが多い。大型･異形の吸血鬼は既に人間が絶滅させた（組織のジョージさんやティラノサウルスなど、後に生き残りがいることが判明している）。
半人半鬼（ダンピール）
文字通り吸血鬼と人間のハーフ。両方から迫害される傾向が見られる。多くの半人半鬼は一生吸血鬼の力を使うことが出来ない。
食鬼人（イーター）
吸血鬼の血肉を体内に取り込んだ人間。喰った吸血鬼の力を得る。この場合の「力」とは、身体能力を指す。また、吸血鬼の気配を感じられる。
食鬼人の強さは取り込んだ吸血鬼の質と量に比例する。吸血鬼にとっては一人の吸血鬼を分けて取り込んだ百人の食鬼人よりも、百人の吸血鬼を取り込んだ一人の食鬼人のほうが脅威となる。しかし、限界は存在し、強化しすぎると全力を出した場合自滅する。
吸血鬼を取り込んだ直後の血を吸血鬼が吸う事で、その力を弱点を除いて手に入れる事ができる。ただし、取り込んだ吸血鬼の力が強大すぎる場合は本人への負担も大きい。
組織
人間の迫害から逃れるために作られた吸血鬼のコミュニティ。創立時は20人だったが今では二万人の吸血鬼が所属している。幹部だけで100人以上いる。在籍している吸血鬼たちの個性が強すぎるため、千差万別、十人十色、人外魔境。ハリウッドのような集まりになっている。
上級幹部には『色』別の二つ名が与えられる。特に組織自体には名前が付いていない。
さらに重要な地位の幹部には『虹』に因んだ色が割り振られる。
血族
純血の吸血鬼のみで組織建てしている一族。主に三十人以上の吸血鬼が所属している家系がそう呼ばれている。
現在、組織では七つの血族が確認されている。多くの血族は自分たち以外の吸血鬼を見下しており、組織とは仲が悪いものが多い。
IV巻において二番目に力の無いサンフォールド家は、ロアの手によって壊滅した。
グローワース島
この作品の舞台。3つの市が島内に存在し、リゾート地としてそれなりに有名である。吸血鬼の島として有名だが、人口は圧倒的に人間の方が多い。
バルシュタイン城が建っており、日本の刃金市と交流がある。
アンダーグランド・ガンマニア
作品内でのネットゲーム。携帯ゲーム版も発売された。吸血鬼ハンターとなって人ごみに紛れた吸血鬼を探し出すゲームであるらしいが、なぜか吸血鬼達のコミュニティである組織の吸血鬼達に人気。子爵やギャルドなどはこれで連絡を取り合っていた。
罠師という職業か役割らしきものやボスが出ることが判明しているが詳細不明。

## 既刊一覧
1. ヴぁんぷ! （ISBN 4840226881）
2. ヴぁんぷ! II （ISBN 4840230609）
3. ヴぁんぷ! III （ISBN 48402-31281）
4. ヴぁんぷ! IV （ISBN 9784048671736）
5. ヴぁんぷ! V （ISBN 9784048689281）

## 他作品との関連性
通販限定海賊本｢電撃h｣｢電撃p｣にて『デュラんぷ!!』『ヴぁララ!!!』が掲載。これはこの作品が『デュラララ!!』と世界が繋がっていることを確定事項とした。事実、そのネタは各作にて使用されている。